# Axiom Mission 3
Axiom Mission 3 även känd som Ax-3 är uppdragsbeteckningen för den tredje privata bemannade rymdfärden med en Dragon 2-rymdfarkost från SpaceX till den Internationella rymdstationen (ISS). Flygningen beställdes av företaget Axiom Space. Farkosten sköts upp med en Falcon 9-raket från Kennedy Space Center LC-39A den 18 januari 2024.
Flygningen, som tog ca 36 timmar, transporterade Michael López-Alegría, Walter Villadei, Alper Gezeravcı och Marcus Wandt till ISS dit de anlände den 20 januari  för en upp till 14 dagar lång vistelse ombord på rymdstationen.
Efter att flygningen fått förlängas några dagar, på grund av dåligt väder i landningszonen, lämnade farkosten, rymdstationen den 7 februari 2024. Två dagar senare återinträdde den i jordens atmosfär och landade i Atlanten utanför Floridas kust.

## Besättning
| Befälhavare    | / Michael López-Alegría Hans sjätte rymdfärd |
| Pilot          | Walter Villadei Hans andra rymdfärd          |
| Flygingenjör 1 | Alper Gezeravcı Hans första rymdfärd         |
| Flygingenjör 2 | / Marcus Wandt Hans första rymdfärd          |

## Backup
| Befälhavare    | Peggy Whitson          |
| Flygingenjör 1 | Tuva Cihangir Atasever |